# María Irene Fornés

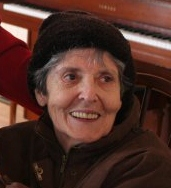
María Irene Fornés im Jahr 2012

María Irene Fornés (* 14. Mai 1930 in Havanna; † 30. Oktober 2018 in New York City, New York) war eine US-amerikanische Dramatikerin und Regisseurin kubanischer Herkunft.

## Leben
Fornés emigrierte als Fünfzehnjährige mit ihrer Familie in die USA. Zwischen ihrem zwanzigsten und dreißigsten Lebensjahr arbeitete sie vorwiegend als Malerin in Frankreich. Zu Beginn der 1960er Jahre kehrte sie nach New York zurück. Sie wandte sich nun dem Theater zu und wurde eine der prominentesten Figuren der Off-Off-Broadway-Bewegung der 1970er Jahre. Von 1973 bis 1979 war sie Leiterin des New York Theatre Strategy, wo sie neben ihren eigenen Stücken Calderón, Ibsen und Tschechow inszenierte.
Sie verfasste in artifizieller englischer Sprache über 25 Theaterstücke, in denen sie solidarisch das Schicksal Unterprivilegierter schildert. Zu ihren bekanntesten Stücken zählen The Successful Life of Three (1965), Promenade (1965), Fefu and Her Friends (1977) und Abington Square (1984). Im deutschen Sprachraum erlangte Fornés wenig Bekanntheit.

## Auszeichnungen
- Sie erhielt neunmal den Obie Award.[1]

## Film
- The Rest I Make Up. Dokumentarfilm, USA 2018, 79 Min., Regie: Michelle Memran